# San José de Jáchal
San José de Jáchal è una città dell'Argentina, situata nella porzione settentrionale della provincia di San Juan; è il centro amministrativo del dipartimento di Jáchal.
Fu fondata il 25 giugno 1751 dal maestro di campo Juan de Echegaray, per ordine della Junta de Poblaciones del Reino de Chile, un'istituzione creata dalla monarchia spagnola allo scopo di creare nuove località all'interno della Capitaneria Generale del Cile.

## Popolazione
Al censimento del 2001, la città contava una popolazione di 10 993 abitanti.